# 兴隆土家族苗族乡
兴隆土家族苗族乡是中华人民共和国贵州省铜仁市思南县下辖的一个民族乡。

## 行政区划
兴隆土家族苗族乡下辖以下村级行政区划单位：
兴隆社区、跃进村、马中岭村、涟江村、红岩村、合兴村、天山村、木根坡村、关坪村、长岗岭村、飞跃村、马家桥村、山羊岩村和陈家坪村。

## 中国传统村落
2013年8月，天山村被评为第二批中国传统村落。